# Per-Ove Kellgren
Per-Ove Kellgren, född 21 april 1946, död 12 maj 2016, var en svensk musiker och sångare. Han var utbildad grafiker. Han var mellan 1971 och 1976 medlem i progg- och rockbandet Hoola Bandoola Band, där han spelade trummor och sjöng. Han spelade även med på Björn Afzelius två första soloalbum samt med Mikael Wiehe och Kabaréorkestern.